# Edmond Campion
Pour les articles homonymes, voir Saint Edmond et Campion.
Edmond Campion, né le 24 janvier 1540 à Londres et mort (exécuté) le 1er décembre 1581 à Londres également, est un prêtre catholique anglais appartenant à la Compagnie de Jésus ; c'est l'un des martyrs catholiques du règne d'Élisabeth Ire d'Angleterre.

## Biographie
Né à Londres, il reçut son éducation à Christ's Hospital et, déjà à l'université, s'illustrait comme brillant orateur, en particulier au St John's College d'Oxford, en prononçant des discours devant la reine catholique Marie 1re d'Angleterre et lors des funérailles d'Amy Robsart et de Thomas White. Quelques années plus tard, il gagna l'estime d'Élisabeth Ire ainsi que la protection de William Cecil et de Robert Dudley alors qu'on le pressentait pour devenir le prochain archevêque de Cantorbéry.

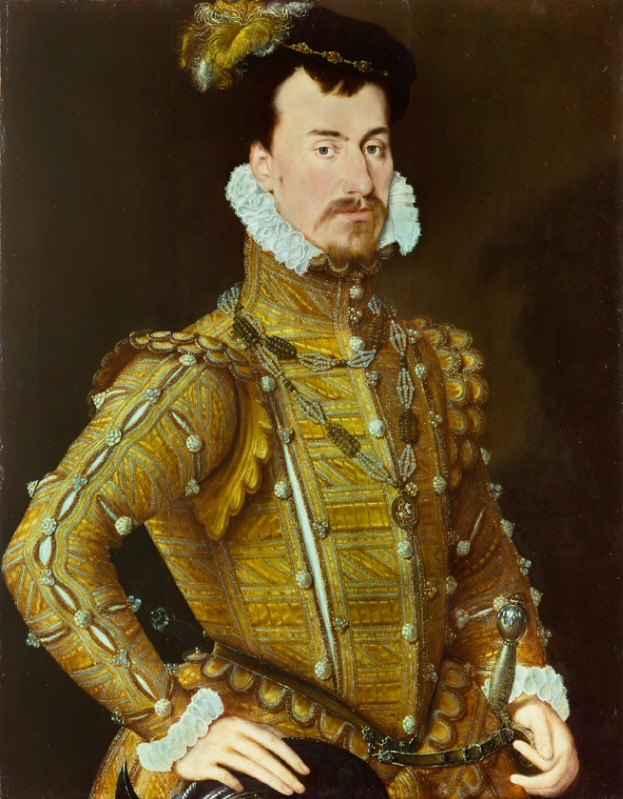
Robert Dudley, comte de Leicester.

Sa rencontre avec Richard Cheyney (en), évêque de Gloucester, fut déterminante pour lui, car elle suscita sa conversion à la foi de l'Église catholique. À contrecœur, il fut néanmoins reçu diacre dans l'Église anglicane. Les rumeurs à propos de sa soudaine conversion l'obligèrent à renoncer à son office de « procteur » (surveillant) et il préféra s'éloigner de son pays. Il partit bientôt pour l'Irlande afin d'y établir l'université de Dublin.
En Irlande, il devint le tuteur de Richard Stanihurst, fils du président du Parlement irlandais, et reçut simultanément l'aide du lieutenant-gouverneur Sir Henry Sidney.
Quand Sidney fut rappelé en Angleterre, Campion fut transféré à la maison de Patrick Barnewall à Turvey dans la région de Pale, sur la côte est de l'Irlande, afin d'éviter l'emprisonnement et la torture. Pendant trois mois, il prit le nom de M. Patrick, écrivit une brève Histoire de l'Irlande et réussit à échapper à ses poursuivants.
En 1571, Campion quitta secrètement l'Irlande et arriva à Douai, dans les Pays-Bas méridionaux, ville où se trouvaient plusieurs institutions académiques et religieuses des catholiques anglais en exil. Il s'y réconcilia publiquement avec l'Église catholique romaine et reçut l'eucharistie qu'il s'était refusée lors des douze dernières années. Il fut admis au collège anglais de Douai, fondé par William Allen, un autre réfugié religieux d'Oxford. Son arrivée stimula la venue de plusieurs autres étudiants à Douai. En 1573 il entre dans la Compagnie de Jésus et fait son noviciat à Rome. Sa formation jésuite terminée il est ordonné prêtre en 1580 à Prague, en Bohème (aujourd'hui: Tchéquie).
En 1580, une mission jésuite en Angleterre commença. Campion accompagna Robert Persons mais se rendit bientôt compte qu'ils avaient été repérés par la police gouvernementale. Déguisé en marchand de joaillerie, il prêcha de manière semi-clandestine. Il est finalement découvert, arrêté et emprisonné à la tour de Londres.

## Action de la reine
Il est interrogé par la reine Élisabeth elle-même, qui veut l'obliger à renoncer à la foi catholique, mais il refuse d'apostasier. Avec le consentement de la reine, on le garde longtemps en prison et il doit souffrir le chevalet à deux reprises. Tous les efforts sont déployés pour l'amener à renoncer à sa foi par la torture. C'est à cette époque qu'il compose son Rationes Decem (Les Dix Raisons), rapidement imprimé et largement diffusé dans lequel il explique à ses juges les raisons de son retour en Angleterre comme catholique.
Le bruit circula qu'il s'était confessé et soumis à l'anglicanisme. Rumeur non fondée. En désespoir de cause, ses adversaires le contraignirent à répondre lors de quatre discussions publiques au mois de septembre de 1581. Bien qu'il fût encore sous le choc de la torture, il impressionna le public rassemblé devant lui.

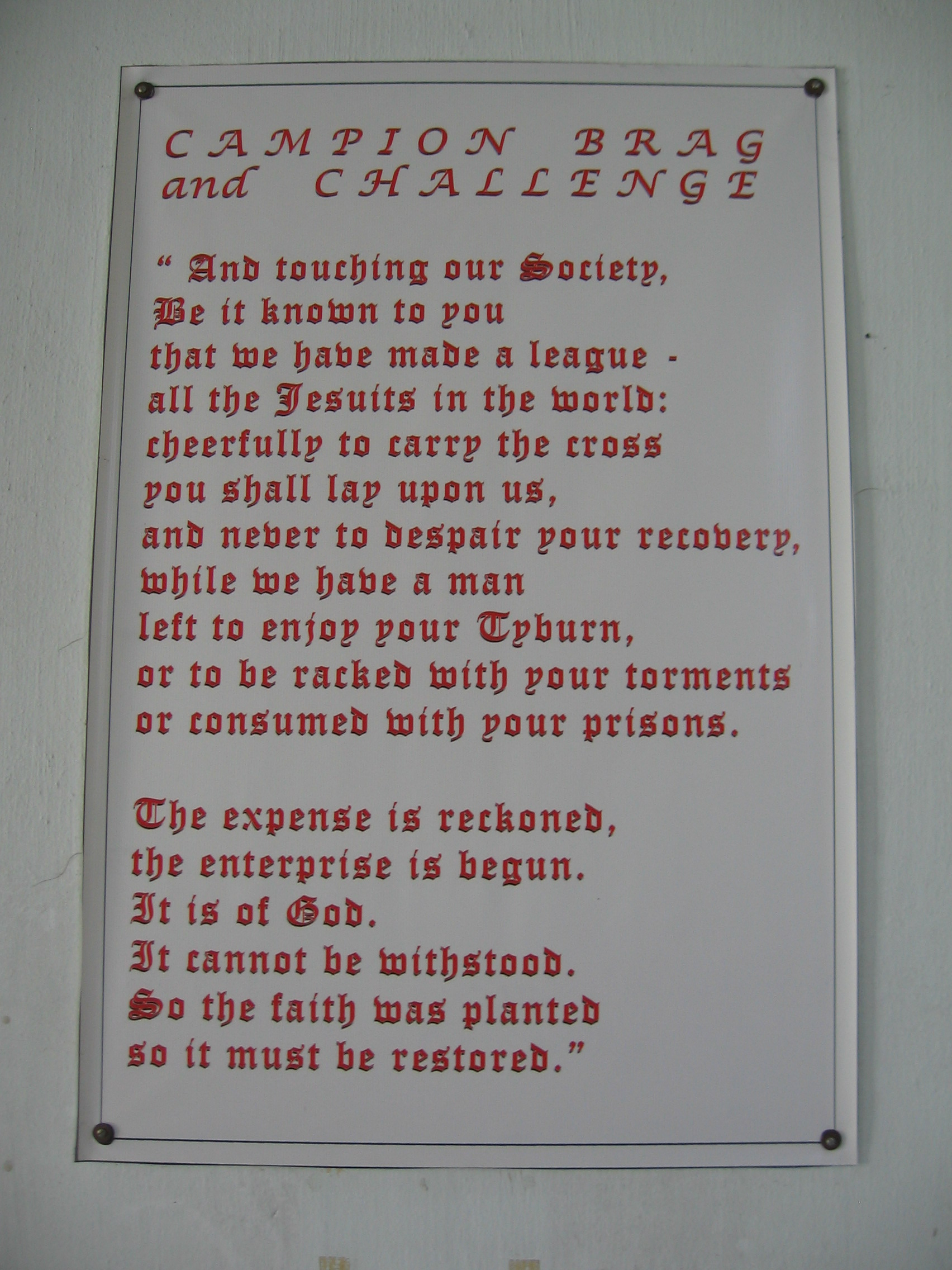
Déclaration publique d'Edmond Campion.

Après de nouvelles tortures le 31 octobre, le palais de Westminster l'accusa de complot, de sédition pour détrôner la reine, et il fut jugé coupable. Il répliqua : « Si notre religion fait des traîtres nous méritons d'être condamnés ; mais autrement nous sommes et avons été les véritables sujets que la reine a toujours eus. »  Plus importante encore était sa vision de la persécution subie par les catholiques : « En nous condamnant, vous condamnez vos propres ancêtres, vous condamnez tous les anciens évêques et rois, vous condamnez tout ce qui était autrefois la gloire de l'Angleterre».
Il répondit à la condamnation à mort pour haute trahison en chantant le Te Deum laudamus, et, après avoir passé ses derniers jours en prière, il fut amené avec deux compagnons prêtres (Alexander Briant et Ralph Sherwin) à Tyburn, lieu d'exécution de Londres où ils furent tous trois " pendus, traînés et équarris " (hanged, drawn and quarted) le 1er décembre 1581.

## Vénération et souvenir
- Edmond Campion est béatifié par Léon XIII en 1886.
- En 1970, il est canonisé par Paul VI. L'Église catholique romaine, qui le considère désormais comme un de ses saints, le commémore le 1er décembre, ou avec les quarante martyrs d'Angleterre et du pays de Galles le 25 octobre[2].
- Une école fut nommée en son honneur à Hornchurch en septembre 1962. Plusieurs autres collèges jésuites portent son nom, à Kingston en Jamaïque, à Mumbai et Bhopal en Inde, ainsi qu'à Katmandou au Népal.

## Sources
- (en) Cet article est partiellement ou en totalité issu de l’article de Wikipédia en anglais intitulé « Edmund Campion » (voir la liste des auteurs).